# Etiópia javasolt világörökségi helyszínei
Etiópia területéről 2023. júliusig tizenegy helyszín került fel a világörökségi listára, valamint nyolc további helyszín a javaslati listán várakozik a felvételre.
| Név                                          | Kép | leírás | Típus      | Év   |
| -------------------------------------------- | --- | --- | ---------- | ---- |
| Bale-hegy Nemzeti Park                       |     | A megközelítőleg 2200 négyzetkilométeren elterülő nemzeti park Etiópia délkeleti részén található, 400 kilométerre Addis Abebától. A park három fő része a 3000–3500 méter magasan lévő úgynevezett Gansay, a középső rész, ami északon 2800, délen 4377 méteres magasságba nyúlik és a déli terület, ami 3200 és 2000 méter között fekszik. Az 1969-ben alapított nemzeti parkot csak az 1960-as években mérték fel brit természettudósok. Az utolsó évtizedben számos pásztor és földművelő költözött a térségben, így megnövekedett a természeti erőforrások kihasználása. 2007-ben egy évtizedes programot fogadtak el a problémák orvoslására. A park változatos élővilága mellett a táj szépsége miatt a figyelemre méltó. Területén magas hegyek váltakoznak mély völgyekkel és erdőkkel, egy helyen például nyolc kilométeres sávban nyolcszáz méteres a szintkülönbség, ahol látványos a növényzet illetve az állatvilág hirtelen változása. A park Etiópia és Nyugat-Szomália rendkívül fontos vízgyűjtő területe, az alföldön élő 12 millió ember vízellátását biztosítja. A park olyan veszélyeztetett fajoknak nyújt menedéket, mint az etióp farkas, aminek itt található a legnagyobb populációja. Ezenkívül itt található Etiópia több mint ezer gyógynövényének 40%-a és a legnagyobb megmaradt vadon élő kávé DNS-bank.                                                                                 | természeti | 2008 |
| Dire Husszein sejk vallási központ           |     | A vallási központot, ami később nagy jelentőségű zarándokhellyé vált az azonos nevű szentként tisztelt Nur Husszein sejk alapította a 10. században. Az épületegyüttes mecsetekből, monumentális síremlékekből, kegyhelyekből, udvarokból, lakóépületekből és mesterséges vízgyűjtőkből áll. A komoly mérnöki tudást igénylő épületek a korai középkori iszlám építészet kiemelkedő alkotásai. A hely majdnem ezer év után is fontos kulturális és vallási központnak számít a helyi lakosok és a főleg Kelet-Etiópiából és a Közel-Keletről érkező zarándokok számára. A város évente kulturális és vallási ünnepeknek ad otthont. A helyet övező általános tisztelet hozzájárult, hogy épületei jó állapotban maradjanak fenn. Figyelemre méltó, hogy nem csak épületei, hanem közvetlen környezetük is eredeti állapotában maradt meg. A szentnek és később utódainak sikerült a helyet olyan jelentős zarándokközponttá fejleszteni, hogy Etiópiában Kis Mekkának nevezik. A jól karbantartott vallási központ a helyi vallási közösség felügyelete alatt áll, ez a közösség a hely és a kultusz őrzőjének tekinti magát. A helyszín a szakszerű állagmegóváshoz a kulturális örökségvédelmi hatóságtól kap technikai segítséget és szakértői támogatást. | kulturális | 2011 |
| Sof Omar barlang                             |     | A Sof Omar barlangrendszer tizenhat kilométer hosszan húzódik a föld alatt és több mint negyven bejárattal rendelkezik. A geológusok szerint a Miocén földtörténeti korban több mint tizenhétmillió év alatt alakult ki. A barlang, amelyet szentként tisztelt Sof Omar Ahmed sejkről neveztek el (aki a 10. század elején talált menedéket benne) napjainkban jelentős iszlám szentély. A barlangban évente megemlékeznek a szentről, családjáról és tanítványairól úgy, hogy a barlang minden különböző részei különböző rituálék számára vannak feltartva. A barlangrendszer legnagyobb helyisége az Oszlopos kamra, ahol a barlang legmagasabb, évmilliók alatt kialakult mészkőoszlopai láthatók. A kisebb barlangokban is húsz méter magas oszlopok és félköríves mennyezetek jöttek létre. A barlangban denevérek, halak és rákok élnek. Az egész barlangrendszert kialakító Weib folyó közeli szakaszán krokodilokat is megfigyeltek, de ezek nem merészkednek a barlangrendszer belsejében. A barlang az azonos nevű falun keresztül közelíthető meg és teljes hosszában végigjárható, bár nem kiépített útvonalon. | kulturális | 2011 |
| Gedeo kultúrtáj                              |     | Az Etiópia délnyugati részén megtalálható kultúrtáj a területén szétszórtan elhelyezkedő megalitikus emlékeiről híres. A legfontosabbak Chelba, Sede Mercato, Tuttofella, Sakaro Sodo régészeti helyszínei és az Odola Gelma sziklarajzok. Chelbában 12,5 hektáros területen szétszórva több mint 1360 fél és hat méter közötti magasságú sztélét katalogizáltak. A kétezer méteres magasság felett fekvő Sede Mercato egy hegytetőn található, területén egy 35 x 30 méteres A körzetben megközelítőleg észak – dél irányba tájolva négyszázhetven nagyrészt álló sztélé található. A sztélék nagy kör vagy négyszög alapúak. A Tuttofella területen végzett ásatások során az i. e. 13. és 12. századból származó sírokat tártak fel, egy – egy sírban több embertől származó maradványokkal. Sakaro Sodo területén huszonhét álló és négy fekvő sztélét vettek nyilvántartásba. A legnagyobb közülük több mint három méter magas, kerülete meghaladja a két métert. Odola Gelma a Gedeo-zóna délkeleti szélén fekszik, sziklarajzai nagyszámú népesség neolitikumi jelenlétére utal. Az eddig még nem teljes mértékben felmért rajzok túlnyomó többsége szarvasmarhákat ábrázol. | kulturális | 2012 |
| Melka Kunture régészeti helyszíne            |     | Melka Kunture régészeti helyszíne a felső Awash-völgyében található. Az idők folyamán a területre újabb és újabb üledékrétegek rakodtak, és többször is vulkáni eredetű hamuréteg borította el. Az ötven éve tartó ásatások során nyolcvan különböző réteget tártak fel, ezek közül harmincat ötven – kétszázötven négyzetméteres területen részletesen vizsgáltak. A feltárások során Homo erectus és korai Homo sapienstől származó maradványokat, szerszámokat és állati eredetű leleteket találtak. A régészeti helyszín eddig nem vizsgált része körülbelül száz négyzetkilométer kiterjedésű. A nyolcvan réteg összesen száz méter vastag, 1,7 millió évet fog át, legújabb rétege a történeti idők kezdetére datálható. A leggyakrabban előkerült leletek az obszidiánból készült szerszámok, de a rétegeken belül nyomon követhető a különböző vulkanikus eredetű alapanyagokkal való kísérletezés folyamata is, ami fejlesztette a kognitív képességeket. | kulturális | 2012 |
| Tigray szent tájai                           |     | | kulturális | 2018 |
| Yeha                                         |     | A yehai Nagytemplom (18,5x15 m) tornya Etiópia legidősebb ma is álló építménye. A torony valószínű építési ideje Kr. e. 700, ami a hasonló stílusú dél-arábiai (sábai) épületek és helyi feliratok segítségével állapítható meg. Radiokarbonos kormeghatározást a területen még nem végeztek. Yeha másik két régészeti értéke a Nagy Bael Gebri, amely egy 10 méter széles, két sor négyzetes oszlopokból álló csarnok és egy temető, melyben néhány sziklába vájt aknasír található. Ezeket az 1960-as években kutatták először. Egyes kutatók szerint ez korabeli királyi temetkezőhely, másik szerint viszont azt a mai falutól egy kilométerre keletre kell keresni. Yehában egy etióp ortodox rítusú kolostor is található, melynek alapítása Abba Aftse, a Kilenc Szent egyikének nevéhez fűződik. | kulturális | 2020 |
| A Tana-tó szigetkolostorai és környező rétek |     | A Tana-tó (Tsana, Dembiya) Etiópia legnagyobb tava, az ország északnyugati részén található. A tó a Kék-Nílus forrása. Ennek eredeténél fekszik Etiópia negyedik legnagyobb városa, Bahir Dar, melyet a tó szigeteivel kompjáratok kötnek össze. A tó szigeteinek száma a vízállástól függ. Manoel de Almeida (1580–1646) portugál misszionárius 21 szigetet, ezeken 7-8 kolostort látott, James Bruce (1730-1794) skót utazó viszont arról számolt be, hogy a helyeik 45 lakott szigetet tartanak számon, de ő csak 11-et számolt össze. Jelenleg 37 sziget van a tóban, melyek közül 19-en épültek kolostorok. A szigeteken már a legkorábbi császárok és az egyház is előszeretettel rejtette el kincseit. A leghíresebb a Tana Quirqos sziget, amely az etióp vallási hagyományban mint a Frigyláda őrzésének helye (Kr. e. 400-Kr. u. 400 között) szerepel. Az etiópok szerint itt pihent meg az Egyiptomból visszatérő Szűz Mária és itt van eltemetve Frumentius, Etiópia megtérítője is. Egy másik sziget, Daga az etióp császárok kedvelt temetkezőhelye volt. A Szent István templomban van eltemetve a Salamon-dinasztia megalapítója Jekuno Amlak (1270-1285). A szigeten nyugszik még I. Dávid, Zara Jakob, Za Dengel és Faszilidész (Bazilidész). A kolostorok közül a leghíresebbek a 14. századi Debre Maryam, a 18. századi Narga Selassie, a Tana Quirqos, és a Ura Kidane Mecet. \|\| vegyes \|\| 2021 |            |      |